# Persea sessilis
Persea sessilis är en lagerväxtart som beskrevs av Standley & Steyerm.. Persea sessilis ingår i släktet avokador, och familjen lagerväxter. Inga underarter finns listade i Catalogue of Life.